# Pratz (Luxembourg)
Pour les articles homonymes, voir Pratz.
Pratz (luxembourgeois: Proz) est une section de la commune luxembourgeoise de Préizerdaul située dans le canton de Redange.